# Irbisia morio
Irbisia morio är en insektsart som först beskrevs av Reuter 1909.  Irbisia morio ingår i släktet Irbisia och familjen ängsskinnbaggar. Inga underarter finns listade i Catalogue of Life.